# Josef Wartinger

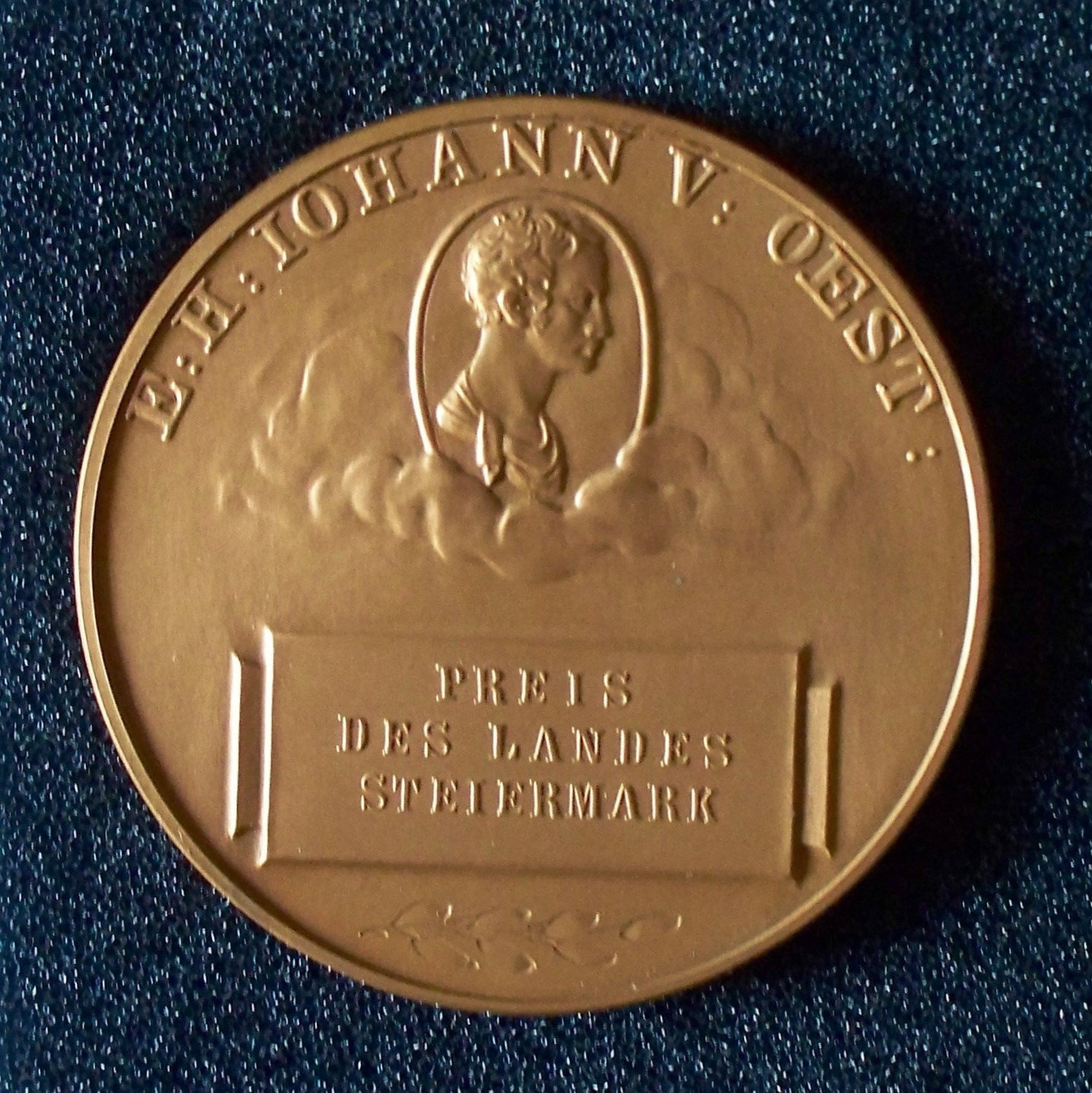
Wartinger Medaille (Vorderseite) 2007

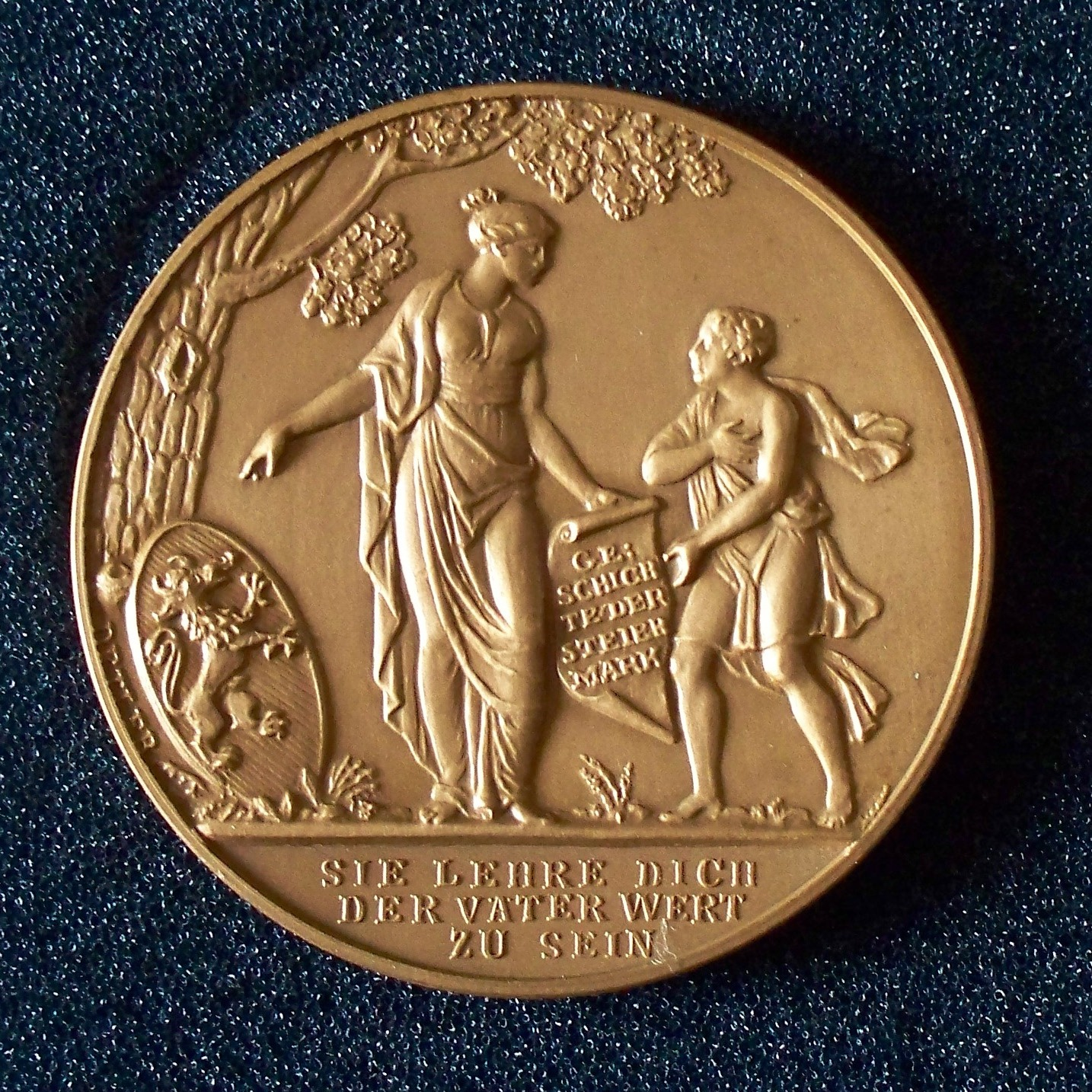
Wartinger Medaille (Rückseite) 2007

Josef (auch: Joseph) Wartinger (* 21. April 1773 in Sankt Stefan ob Stainz; † 15. Juni 1861) war Begründer und erster Leiter des Steiermärkischen Landesarchivs und von Erzherzog Johann am 29. August 1811 beauftragt, die Geschichtsquellen Steiermarks zu sammeln. Wartinger stiftete bereits 1815 eine silberne Medaille, mit der noch heute jährlich der beste Schüler der Landesgeschichte durch den Historischen Verein für Steiermark feierlich ausgezeichnet wird.

## Leben
Josef Wartinger war das siebente Kind des Bäckermeisters Michael Wartinger in St. Stefan ob Stainz und hätte zunächst den väterlichen Betrieb übernehmen sollen. Das wurde wegen seines schlechten Gesundheitszustandes nicht möglich, noch dazu, als er im Alter von 13 Jahren seinen Vater verlor.
Nach dem Besuch des Akademischen Gymnasiums in Graz absolvierte er 1798 philosophische und juridische Studien am Grazer Lyceum und trat 1799 in den politischen Staatsdienst beim steiermärkischen Gubernium ein. 1801 wurde er zum Gymnasialprofessor in Marburg ernannt. 1805 zog er sich gesundheitshalber nach Graz zurück, wo er 1806 mit der Lehrkanzel für Weltgeschichte am Lyceum betraut wurde. 1810 trat er als Registrateurs-Adjunkt in den Dienst der steiermärkischen Stände, wo er 1812 zum Registrator und ständigen Archivar befördert wurde. In dieser Funktion begründete er im Auftrag des Erzherzogs Johann das Archiv der Steiermark. 1811 war er Leiter des am Joanneum eingerichteten Münz- und Antikenkabinetts, dann des Joanneum-Archivs.
Dass die Familie Erzherzog Johanns den Titel „Grafen von Meran“ erhielt, wird auf Forschungen von Josef Wartinger zurückgeführt. Der Name der Familie sollte nicht mit einem bereits bestehenden Herrschaftsgebiet der Habsburger in Verbindung gebracht werden können, es sollte auf einen Namen eines ausgestorbenen Geschlechts zurückgegriffen werden, dessen Nachfolge die Habsburger angetreten hatten. Damit kamen in Betracht z. B. die Eppensteiner, Traungauer, Aflenz, Cilli, wobei schließlich der Bezug zu Tirol durch die Familie von Andechs-Meranien als ausschlaggebend betrachtet wurde. Über die Görz-Meinhardiner stammten die Habsburger auch von dieser Familie ab.

## Ehrungen
- 1848 wurde er zum korrespondierenden Mitglied der Wiener Akademie der Wissenschaften ernannt.
- 1856 Ehrendoktor der Karl-Franzens-Universität Graz.
- Ehrenbürger der Stadt Graz
- Nach ihm ist die Wartingergasse in Graz-Geidorf benannt.

In St. Stefan ob Stainz befindet sich im Ortsgebiet das Wartinger-Haus mit Erinnerungstafeln.

## Werke

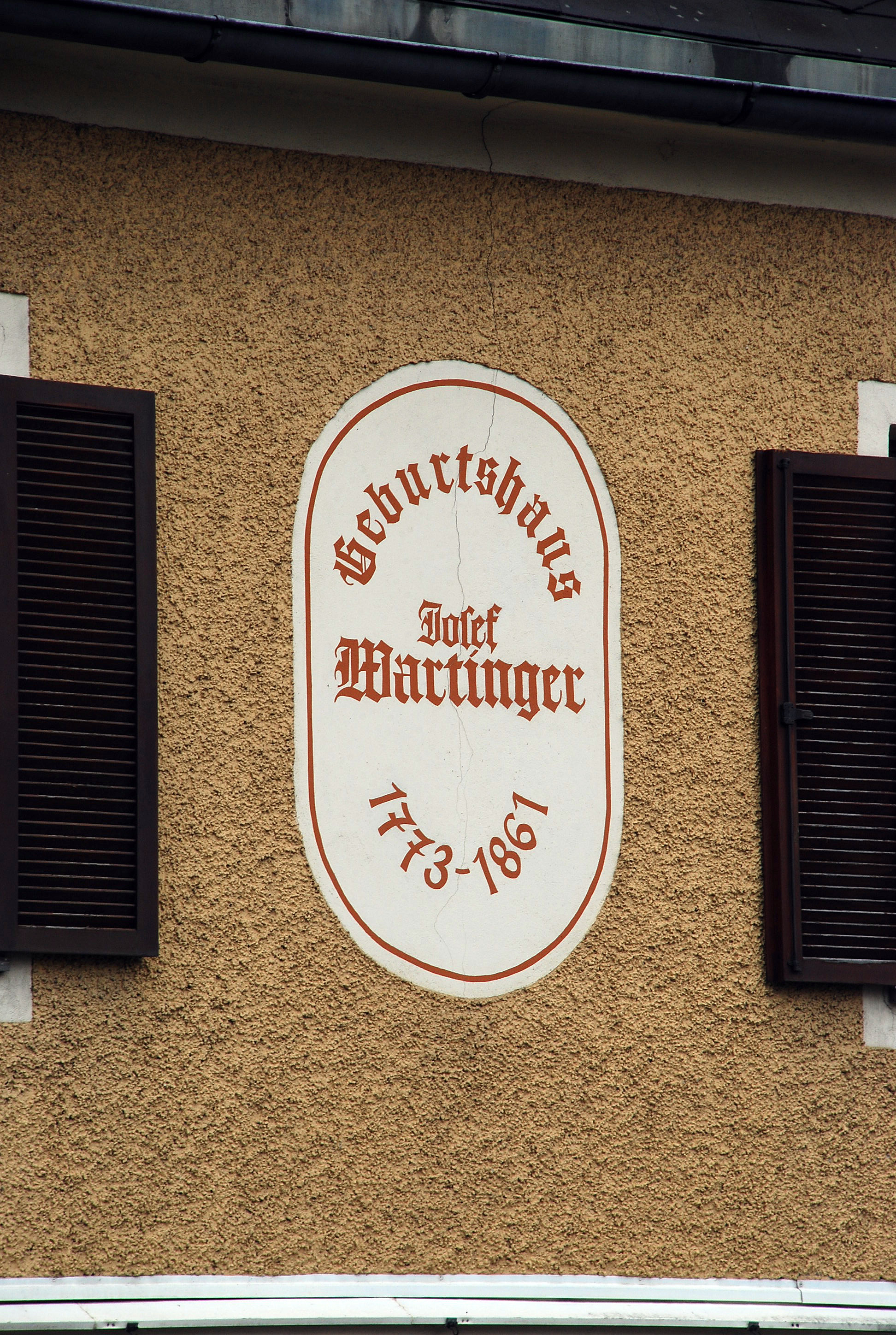
Geburtshaus im Ortszentrum von St. Stefan

- Kurzgefaßte Geschichte der Steiermark. Grätz 1815, 1827, 1853
- Privilegien der Hauptstadt Graz. Graz 1836 (online bei Google Books)